# Volume 3 - Ao Vivo
Vol. 3: Ao Vivo (também conhecido como Com Sabor do Açaí, ou simplesmente Vol. 3) é o quarto álbum ao vivo da banda brasileira Companhia do Calypso, lançado em 21 maio de 2005 de forma independente. Para a divulgação do produto, quatro singles foram promovidos; "Me Acalma", "Ligação a Cobrar", "Milk Shake" e  "Tchic Bum"; esse último obteve uma grande repercussão no Brasil e tornou-se a canção de maior repercussão da carreira banda. O sucesso do trabalho o fez figurar entre os mais vendidos nas paradas musicais da revista Época. É o último álbum do grupo a apresentar o vocalista Robertinho do Pará.

## Antecedentes e lançamento
Com o sucesso de repercussão de seu primeiro álbum de vídeo, Ao Vivo em Recife (2004), a Companhia do Calypso chegou ao seu auge. Com a divulgação cada vez maior, a banda lança, em 21 de maio de 2005, seu terceiro álbum e o quarto ao vivo, Vol. 3: Ao Vivo. "Tchic Bum" foi disponibilizada como a primeira canção de trabalho usada na promoção do disco e obteve uma grande repercussão no Brasil, figurando entre as 25 mais executadas nas rádios de São Paulo na semana de 23 de março de 2006, segundo medição divulgada pelo jornal Folha de S.Paulo.
No ambito comercial, Volume 3 levou a Companhia do Calypso a aparecer pela primeira vez na lista de álbuns mais vendidos da revista Época, na publicação que fazia a contagem de vendas da semana entre 16 a 22 de novembro de 2005, onde atingiu como pico a 37° posição. Após desaparecer da lista, retornou novamente em janeiro de 2006, ocupando a mesma posição.

## Faixas
O álbum foi inteiramente produzido pela dupla Ari Carvalho e Tovinho.
| N.º            | Título                 | Compositor(es)         | Intérprete(es)       | Duração |  |
| 1.             | "Bang Bang"            | Ari Carvalho Edu Luppa | Mylla Karvalho       | 3:12    |  |
| 2.             | "Me Acalma"            | Júnior Neves           | Lenne Bandeira       | 3:23    |  |
| 3.             | "Tchic Bum"            | Ari Carvalho Edu Luppa | Mylla Karvalho       | 4:38    |  |
| 4.             | "Zap Zum"              | Isac Maraial           | Mylla Karvalho       | 3:20    |  |
| 5.             | "Festa de Rodeio"      | Júnior Neves           | Lenne Bandeira       | 3:14    |  |
| 6.             | "Não Admito"           | Milson Karvalho        | Lenne Bandeira       | 3:27    |  |
| 7.             | "Olho No Olho"         | Mário Senna            | Mylla Karvalho       | 3:32    |  |
| 8.             | "Ligação a Cobrar"     | Milson Karvalho        | Mylla Karvalho       | 3:11    |  |
| 9.             | "Milk Shake"           | Valdecir José          | Lenne Bandeira       | 4:26    |  |
| 10.            | "Virou Minha Cabeça"   | Louro Santos           | Robertinho do Pará   | 3:29    |  |
| 11.            | "Sinfonia de Delírios" | Ari Carvalho Edu Luppa | Mylla Karvalho       | 4:38    |  |
| 12.            | "Escrito No Tarô"      | Ari Carvalho Edu Luppa | Lenne Bandeira       | 3:24    |  |
| 13.            | "Divã"                 | Júnior Neves           | Robertinho do Pará   | 4:33    |  |
| 14.            | "Ping Pong"            | Ari Carvalho Edu Luppa | Ari Carvalho Tovinho | 3:34    |  |
| 15.            | "Peteca"               | Ari Carvalho Edu Luppa | Mylla Karvalho       | 3:37    |  |
| 16.            | "Só Eu (Cúmbia)"       | Junior Neves           | Lenne Bandeira       | 3:46    |  |
| 17.            | "Olhar Noturno"        | Magno Magalhães        | Lenne Bandeira       | 3:47    |  |
| 18.            | "Diário"               | Zeca Pinheiro          | Mylla Karvalho       | 3:45    |  |
| 19.            | "Amor Bandido"         | Ari Carvalho Edu Luppa | Lenne Bandeira       | 4:28    |  |
| Duração total: | Duração total:         | Duração total:         | Duração total:       | 73:27   |  |

## Desempenho nas tabelas musicais

### Paradas semanais
| Tabela musical (2005) | Melhor posição |
| --------------------- | -------------- |
| Brasil (Época)        | 37             |

## Ficha Técnica
| Companhia do Calypso - Lenne Bandeira — vocais - Mylla Karvalho — vocais - Robertinho do Pará — vocais Produção - Tovinho → produção musical e arranjos - Dedê → produção - Ari Carvalho → produção executiva e direção artística - Cacau → técnico de gravação e mixagem - Gonsalo → fotos - Oscar Venegas → projeto gráfico | Banda - Milson Karvalho → teclado - Junico → bateria - Edivaldo → bateria - Heraldo — percussão - Fabrício → guitarra - Felipe → guitarra - Felipão → baixo - Daniel → trompete - Augusto → saxofone |